# Tough Beauty and the Sloppy Slop
Pour plus de détails, voir Fiche technique et Distribution.
Tough Beauty and the Sloppy Slop (怒海威龍, No hoi wai lung) est un film d'action hongkongais réalisé par Yuen Bun et Alan Chui Chung-san et sorti en 1995 à Hong Kong.
Il totalise 1 688 100 HK$ de recettes à Hong Kong.

## Synopsis
Aux Philippines, l'officier Man (Alex Man (en)) lance son unité sur le lieu d'une vente de drogue et appréhende Talung, bras droit du parrain Roy (Waise Lee). La nuit suivante, le subordonné de Man, Santos (Monsour del Rosario (en)), arrête également la petite amie de Roy, Yu Wing-kei (Tam Suk-mui) avant que Man ne soit tué à l'anniversaire de sa mère (Lily Leung (en)) par un tueur à gages envoyé par Roy. Pendant ce temps, à Shenzhen en Chine, l'officier Yang Lai-ching (Cynthia Khan) interpelle un trafiquant de drogue (Yuen Wah), et découvre que l'argent qu'il utilisait dans une transaction était de la fausse monnaie et elle est envoyée à Hong Kong pour participer à une opération conjointe entre les polices chinoise, hongkongaise et philippine pour démanteler un réseau de drogue originaire des Philippines qui utilise des faux-billets pour acheter de la drogue en Chine et la revendre à Hong Kong. Yang est infiltrée dans la prison de Yu et se fait passer pour une prisonnière, tout en ayant été mise en partenariat avec l'inspecteur hongkongais Lee King-tong (Yuen Biao), qui travaille sous couverture aux Philippines depuis trois ans.
Aux Philippines, Lee rend visite à Yang en prison et lui dit qu'ils doivent se faire passer pour un couple marié et qu'elle doit se dépêcher de se rapprocher de Yu. Yang réussit à se lier d'amitié avec lui après l'avoir défendu contre un caïd. Au même moment, Santos mène une arrestation dans un restaurant appartenant à Roy où de la cocaïne est retrouvée mais son employé se porte volontaire pour assumer la culpabilité. Le jour de la Saint-Valentin, Lee rend visite à Yang avec des fleurs et deux bouteilles de solution de dioxyde que Yang et Yu devront boivent afin de d'évader pendant qu'ils seront envoyés à l'infirmerie. Lee appelle ensuite Santos pour fixer une rencontre où il est attaqué par des tueurs à gages envoyés par Roy. Il part de la scène juste à temps pour sauver sa femme et sa fille de tueurs avec l'aide de Santos. Le lendemain, Yang et Yu applique le plan de Lee et celui-ci les fait sortir dans une ambulance. Yu amène ensuite Lee et Yang au manoir de Roy où l'un des partenaires de celui-ci reconnaît Lee comme étant un proxénète l'ayant trahi et les hommes de Roy tentent de les capturer mais Lee et Yang ripostent et Roy est impressionné par leurs compétences de combat. Lee et Yang s’installent avec Yu dans une villa de Roy qui est mise sur écoute par ce-dernier. Lee et Yang s'en rendent compte puis se battent avec les hommes de Roy qui les espionnent en pensant qu'ils ont des relations sexuelles.
Le lendemain, Roy engage Lee pour sauver Talung au tribunal. Lee exécute le plan en se faisant passer pour un démineur et fait évacuer le tribunal. Puis il fait exploser la voiture utilisée pour amener Talung en prison et suggère que son fourgon de déminage soit utilisé à la place, assommant les gardes qui escortent Talung après avoir monté à bord. Impressionné par Lee, Roy lui confie une autre mission, celle d'assassiner Santos. Lee organise une embuscade dans un supermarché et fait sembler avec Santos de se tirer dessus avant de tuer plusieurs hommes de Roy. Dans l'impossibilité d'aider Santos à s'échapper, Lee fait semblant de le tuer en lui tirant dans l'épaule, mais en partant, l'un des hommes de Lee tire à plusieurs reprises sur Santos. Après avoir appris la mort de ce-dernier, Roy célèbre cela avec ses hommes et donne à Lee une énorme somme d'argent, mais celui-ci est bouleversé et le jette tout en noyant son chagrin dans l'alcool.
Le chef de Roy (Billy Chow), impressionné par Lee, le rencontre en personne et prévoit de le nommer à un poste important dans son gang. Cependant, Roy est contrarié par cela et tire sur Lee, jusqu'à ce que son partenaire Ramos (Jerry Bailey) l'arrête. Le chef de Roy envoie ensuite Ramos, Lee et Yang conclure un accord avec son client Peter Ng (Alan Chui) dans une boîte de nuit, mais Lee reconnaît Wu, un criminel qu'il avait déjà arrêté à Hong Kong. Lorsque Ng reconnaît Lee, il tente de garder sa couverture en accusant Ng d'être un flic, ce que Wu nie, mais des trafiquants de drogue prétendent également que Ng est un policier. Mais alors que Roy soupçonne Lee, Ramos refuse de le croire. Lee va dans une autre boîte de nuit et rencontre alors Santos dans la salle de bain qui lui révèle qu'il portait un gilet pare-balles le jour où on l'a cru mort et que les clients ivres de l'autre boîte de nuit sont ses hommes à lui. Lee dit à Santos qu'il a rencontré le chef de Roy mais ne connaît pas son nom tandis que Santos l'avertit en retour de faire attention car Roy commence à le soupçonner.
Yu arrive au manoir de Roy et lui dit qu'elle veut retourner à Hong Kong avec lui, mais il la gifle et révèle qu'il sait que Lee et Yang sont des policiers après avoir précédemment entendu une conversation entre eux. Roy organise alors une embuscade sur l'autoroute 16 pour tuer Lee et Yang alors qu'il sont demandés par le chef. Mais a eu vent du projet et prévient Lee et Yang et ils en déduisent qu'elle est au courant de leur véritable identité. À un bourrage routier, la voiture que Lee et Yang était confisquée par la police mais Santos arrive, ayant capturé les tueurs envoyés par Roy, et leur dévoile les plans de Roy. Il les cache dans le coffre de leur voiture avec un homme à lui et reprend la route vers le siège. Roy arrive sur place et invente une histoire selon laquelle Lee et Yang auraient été tués juste avant leur arrivée. Le chef de Roy montre ensuite que Lee et Yang sont déjà et, lors d'une réunion avec des clients internationaux, il déclare l'importance de l'honnêteté avant qu'un de ses hommes n'écrase la tête de Roy. Le chef présente ensuite Lee à son client de Hong Kong, Mr Ng (Shum Wai), qui est le frère aîné de Peter Ng, et frappe Lee et Yang. Lui qui est un ancien soldat décide de les exécuter, mais Santos et ses hommes les sauvent finalement et une grande fusillade commence qui finit par une victoire.

## Fiche technique
- Titre original : 怒海威龍
- Titre international : Tough Beauty and the Sloppy Slop
- Réalisation : Yuen Bun et Alan Chui
- Scénario : Fok King-yiu
- Musique : J. Galden
- Photographie : Stephen Poon
- Montage : Yiu Tin-hung
- Production : Chung Wai-shing et David Lam
- Société de production : Libran Films et New Treasurer Films
- Société de distribution : Guang Dong Tung Ah
- Pays d'origine :  Hong Kong
- Langue : cantonais
- Genre : action
- Durée : 90 minutes
- Date de sortie :
  -  Hong Kong : 15 décembre 1995
  -  Philippines : 4 janvier 1996

## Distribution
- Yuen Biao : Lee King-tong
- Cynthia Khan : Yang Lai-ching
- Waise Lee : Roy
- Monsour del Rosario (en) : Santos
- Yuen Wah : un trafiquant de drogue de Shenzhen
- Billy Chow : le chef de Roy
- Tam Suk-mui : Yu Wing-kei
- Jerry Bailey : Ramos
- Peter Chan : l'acheteur de drogue à Shenzhen
- Shum Wai : Mr Ng
- Wong Ngok-wah
- Lam Ngok-wah : le commissaire de la police de Hong Kong
- Alan Chui : Peter Ng
- Alex Man (en) : l'officier Man
- Lily Leung (en) : la mère de l'officier Man (participation amicale)